# Chiesa di Sant'Antonino (Sant'Antonino)
La chiesa di Sant'Antonino è un edificio religioso che fonde elementi dell'architettura romanica e di quella barocca e che si trova a Sant'Antonino.

## Storia
L'edificio sorse alla fine del I millennio, probabilmente fra il IX e il X secolo. Entro il 1219, quando la chiesa fu menzionata per la prima volta, l'edificio precedente fu ricostruito secondo il gusto romanico. A quell'epoca risale il campanile, probabilmente eretto nel XII secolo, la cui cella campanaria, con tetto a padiglione, è d'epoca successiva. L'edificio, tuttavia, deve gran parte del suo aspetto odierno al rifacimento cinque-secentesco, quando fu rimodellata secondo i canoni dell'architettura barocca e fu dotata di un'unica navata e di un coro quadrato. Nel 1625, come testimonia un'iscrizione, fu realizzato il portale, cui successivamente (1903) vennero addossati i dipinti murali con Sant'Antonino e Sant'Agata. Nel XVIII secolo furono realizzate le finestre quadrilobate del coro e della facciata ovest. Un'ulteriore modifica fu apportata fra il XIX e il XX secolo.